# Ophrys mammosa
Ophrys mammosa Desf. (1807) es una especie de orquídea terrestre de la familia Orchidaceae. 
La especie fue descrita en 1807 por el botánico francés René Louiche Desfontaines.

## Descripción
Es una especie de planta herbácea perenne que alcanza alturas de 20 a 60 cm. Se encuentra en la base del tallo una a dos hojas. Con tres a nueve hojas en tierra en una roseta.   La inflorescencia consta de dos a 18 flores. Los sépalos son generalmente de color verde. Con, a veces, el centro del sépalo en su mitad inferior de color púrpura.  El lateral de los pétalos son de color amarillo-verde a violeta.
La época de floración es en primavera.

## Distribución y hábitat
Es nativa desde el sudeste de Europa a Turkmenistán. Se encuentra en los bosques de coníferas y caducifolios, garrigas y tierras olvidadas desde moderadamente secas a moderadamente húmedas, a menudo en los suelos alcalinos.

## Sinonimia
por orden alfabético
| - Ophrys adonidis A.Camus & Gomb. 1951 - Ophrys amanensis (E.Nelson ex Renz & Taubenheim) P.Delforge 1991 - Ophrys amanensis ssp. antalyensis (Kreutz & Seckel) Kreutz 2004 - Ophrys amanensis ssp. iceliensis (Kreutz) Kreutz 2004 - Ophrys antalyensis Kreutz & Seckel 1998 - Ophrys aranifera ssp. macedonica H.Fleischm. ex Soó 1927 - Ophrys aranifera ssp. transhyrcana (Czerniak.) Soó 1931 - Ophrys aranifera var. taurica Aggeenko 1886 - Ophrys aranifera var. vierhapperi Soó 1927 - Ophrys caucasica ssp. cyclocheila Aver. 1994 - Ophrys caucasica Woronow 1928 - Ophrys cyclocheila (Aver.) P.Delforge 2004 - Ophrys grammica (B.Willing & E.Willing) Devillers-Tersch. & Devillers 1991 - Ophrys herae M.Hirth & H.Spaeth 1992 - Ophrys herae ssp. janrenzii (M.Hirth) M.Hirth 2005 - Ophrys hittitica Kreutz & Ruedi Peter 1997 - Ophrys hystera Kreutz & Ruedi Peter 1997 - Ophrys iceliensis Kreutz 2000 - Ophrys janrenzii M.Hirth 2002 - Ophrys leucophthalma Devillers-Tersch. & Devillers 1994 - Ophrys macedonica (H.Fleischm. ex Soó) Devillers-Tersch. & Devillers 1994 - Ophrys mammosa ssp. caucasica (Woronow) Soó 1973 - Ophrys mammosa ssp. cyclocheila (Aver.) B.Baumann & al. 2003 - Ophrys mammosa ssp. grammica B.Willing & E.Willing 1985 - Ophrys mammosa ssp. leucophthalma (Devillers-Tersch. & Devillers) Kreutz 2004 - Ophrys mammosa ssp. macedonica (H.Fleischm. ex Soó) Kreutz 2004 - Ophrys mammosa ssp. serotina B.Willing & E.Willing 1985 - Ophrys mammosa ssp. transhyrcana (Czerniak.) Buttler 1986 - Ophrys mammosa ssp. vierhapperi (Soó) Soó 1973 - Ophrys morio Paulus & Kreutz 2004 - Ophrys sintenisii H.Fleischm. & Bornm. 1923 - Ophrys sphegodes ssp. grammica (B.Willing & E.Willing) Kreutz 2004 - Ophrys sphegodes ssp. herae (M.Hirth & H.Spaeth) Kreutz 2004 - Ophrys sphegodes ssp. mammosa (Desf.) Soó ex E.Nelson 1962 - Ophrys sphegodes ssp. parnassica Soó ex J.J. Wood 1980 - Ophrys sphegodes ssp. sintenisii (H.Fleischm. & Bornm.) E. Nelson 1962 - Ophrys sphegodes ssp. transhyrcana (Czerniak.) Soó 1959 - Ophrys taurica (Aggeenko) Nevski 1935 - Ophrys transhyrcana Czerniak. 1923 - Ophrys transhyrcana ssp. amanensis E.Nelson ex Renz & Taubenheim 1983 - Ophrys transhyrcana ssp. morio (Paulus & Kreutz) Kreutz 2004 - Ophrys transhyrcana ssp. sintenisii (H.Fleischm. & Bornm.) Kreutz 2004 |

## Nombres comunes
- Español: Orquídea buche
- Alemán: Busen-Ragwurz

- Datos: Q1017445
- Multimedia: Ophrys mammosa / Q1017445